# Henri Ier de Holstein-Rendsburg
Henri Ier de Holstein-Rendsburg (1258–1304) fut le premier comte de Holstein-Rendsburg.

## Biographie
Henri Ier est le second fils de Gérard Ier (†  1290) et d’Élisabeth de Mecklembourg (†  vers 1280).
En 1285, il obtient du faible roi Éric V la libération du duc  Valdemar IV de Schleswig qui avait été capturé à Elseneur alors qu'il tentait de rejoindre son allié norvégien et enfermé au château de Sobourg.
Après la mort de leur père, les frères survivants décident de diviser le comté entre eux. Henri reçoit Rendsburg. Pendant son règne, il est constamment en guerre contre les Dithmarse. Peu avant sa mort, il institue un droit de péage sur les marchandises importées. La moitié du produit de la taxe revient à la cité de Hambourg, l'autre moitié est partagée entre Holstein-Schaumbourg et Holstein-Rendsburg. À la suite de l'extinction de la lignée de Holstein-Schaumburg en 1640, la fraction de la taxe lui revenant est attribuée au duché de Holstein. À la suite de l'extinction de la lignée des ducs de Holstein en 1768, la totalité du revenu fiscal est capté par Hambourg.

## Sceau
Sur l'inscription de son sceau on peut lires: S (IGILLUM) * HINRICI * Comitis * HOLTSATIE * ET * EN * SCOWENBRCH, c'est-à-dire Sceau de Henri, Comte de Holstein et Schauenburg.

## Union et postérité
En 1289 il épouse Heilwige (1265 – †  après 1331), la fille de Willem II van Bronkhorst, seigneur de Bronkhorst et Rekem, et de Ermgard van Randerode. Elle lui donne les enfants suivants:
- Gérard III
- Adélaïde de Holstein-Rendsburg (†  janvier 1350), épouse le duc Éric II de Schleswig (1288– †  1325)
- Giselbrecht de Holstein (1290– †  1345) Évêque d'Halberstadt
- Elisabeth de Holstein-Rendsburg (1300 – †  avant 1340), épouse: en 1315 le duc Jean II de Saxe-Lauenbourg (1275–†  1322) puis en 1329 le prince Eric Christoffersen (†  1331), fils du roi Christophe II de Danemark, ils divorcent en 1331.